# 金贝格
金贝格是德国巴伐利亚州的一个市镇。总面积22.83平方公里，总人口1359人，其中男性673人，女性686人（2011年12月31日），人口密度60人/平方公里。